# Villarejo de Salvanés
Villarejo de Salvanés è un comune spagnolo di 5 778 abitanti situato nella comunità autonoma di Madrid.